# New Ulm (Minnesota)
New Ulm ist eine Stadt im 1855 gebildeten Brown County im US-Bundesstaat Minnesota und Sitz der County-Verwaltung. Das U.S. Census Bureau hat bei der Volkszählung 2020 eine Einwohnerzahl von 14.120 ermittelt.
New Ulm wird auch die Stadt mit Charm and Tradition genannt und wurde bekannt als Christmas City, da sie jedes Jahr weihnachtlich geschmückt wird.
Die Stadt ist Sitz des römisch-katholischen Bistums New Ulm.

## Geographie
New Ulm liegt am Minnesota River, nahe der Stelle, wo der Cottonwood River in den Minnesota River mündet, und liegt etwa 145 km südwestlich von Minneapolis.

## Geschichte

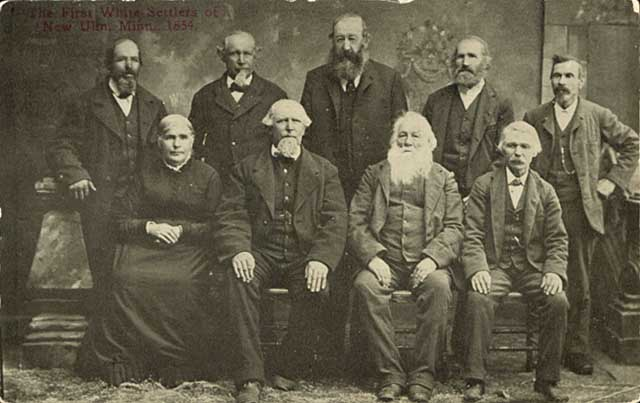
Die ersten Siedler von New Ulm. Sitzend: Elizabeth Henle, Athanasius Henle, Christian Ludwig Meyer und Alois Palmer,
stehend: David Haeberle, Anton Henle, Joseph Dambach aus Mudau, Louis Meyer und Peter Mack. Bild: 1890

Gegründet wurde die Stadt 1854 durch deutsche Einwanderer der in Chicago ansässigen Chicago Land Society, deren Leiter Frederick Beinhorn war. Als Gründer von New Ulm gilt Wilhelm Pfänder (1826–1905), der aus Württemberg stammte und in Heilbronn und Ulm lebte, wo er sich als Turner engagierte. 1846 gründete er mit anderen die TSG Ulm 1846. Beinhorn kam 1852 nach Amerika. Bis 1853 lebte er in Chicago und gründete dort zusammen mit anderen deutschen Immigranten die „Chicago Land Society“. Benannt wurde der Ort nach der Stadt Ulm in Baden-Württemberg.
1856 kam Wilhelm Pfänder mit Mitgliedern der Turner Colonization Society of Cincinnati in New Ulm an. Beide Gruppen taten sich zusammen, und 1857 wurde New Ulm als Stadt aufgenommen. Auch geschichtlich war die Stadt für Minnesota wichtig. Während 1853 die Dampfschiffe hauptsächlich Truppen flussaufwärts zum Fort Ridgely transportierten, brachten sie für die nächsten Jahre Siedler, Fracht und Vorräte in dieses Gebiet.
Während des Sioux-Aufstands im August und September 1862 kam es zu zwei schwerwiegenden Überfällen auf die Stadt. Am 19. August wurde der erste Überfall abgewehrt. Nach einem ebenso erfolglosen Angriff auf Fort Ridgely vom 20. bis 22. August gab es einen erneuten Versuch der Santee-Sioux, die Stadt zu übernehmen. Zahlenmäßig weit überlegen kreisten sie New Ulm ein, konnten es aber wiederum nicht erobern. Die Siedler und Soldaten in der Stadt erlitten jedoch hohe Verluste und evakuierten New Ulm schließlich am 25. August, da sie nur noch wenig Munition und Lebensmittel hatten. 450 Siedler kamen in New Ulm und Umgebung ums Leben. Rund 2000 Menschen siedelten in das 30 Meilen östlich gelegene Mankato um.
Mit der Wahl von John Lind zum 14. Gouverneur von Minnesota 1899 machten sich vermehrt kulturelle, soziale und politische Einflüsse bemerkbar, und die Stadt wuchs auch in den Bereichen Bildung, Sport, Unterhaltung und Musik. Noch heute ist der Einfluss der deutschstämmigen Bevölkerung an den gut erhaltenen Häusern und an den Ladenfronten zu sehen, vor allem in der Architektur, der Stadt- und Straßenplanung sieht man das deutsche Vorbild.

## Demographische Daten
Das durchschnittliche Einkommen eines Haushalts liegt bei 40.044 USD, das durchschnittliche Einkommen einer Familie bei 51.309 USD. Männer haben ein durchschnittliches Einkommen von 34.196 USD gegenüber den Frauen mit durchschnittlich 24.970 USD. Das Pro-Kopf-Einkommen liegt bei 20.308 USD.
6,2 % der Einwohner und 4,6 % der Familien leben unterhalb der Armutsgrenze. 23,1 % der Einwohner sind unter 18 Jahre alt und auf 100 Frauen ab 18 Jahre und darüber kommen statistisch 92,2 Männer.
Das Durchschnittsalter beträgt 38 Jahre (Stand: 2000).
Die meisten Einwohner sind deutscher Abstammung (65,7 %), gefolgt von Norwegern (11,8 %), Iren (5,6 %), Schweden (5,0 %), amerikanischen Ureinwohnern (3,8 %) und Engländern (3,1 %).

## Sehenswertes

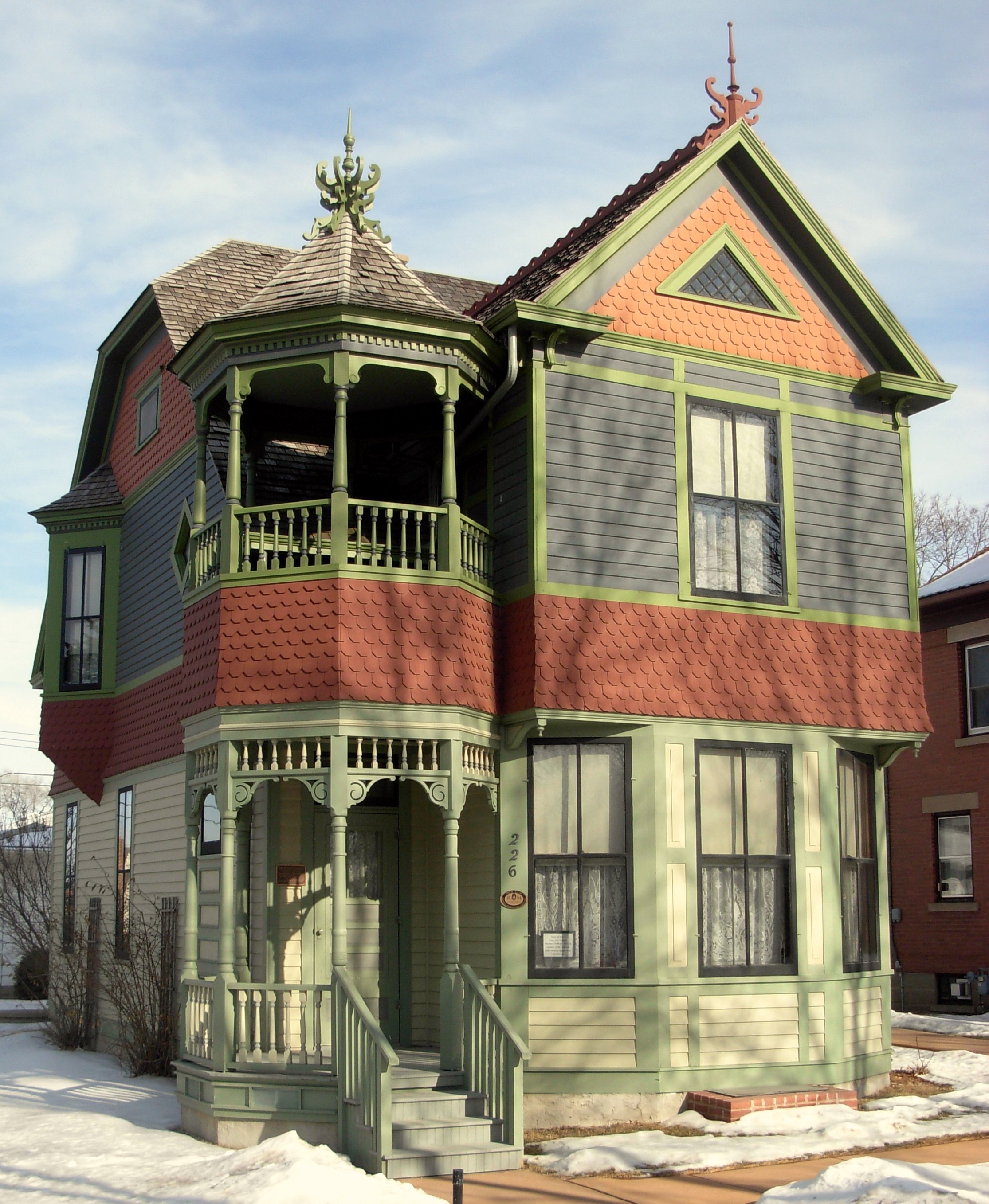
Wanda Gág House

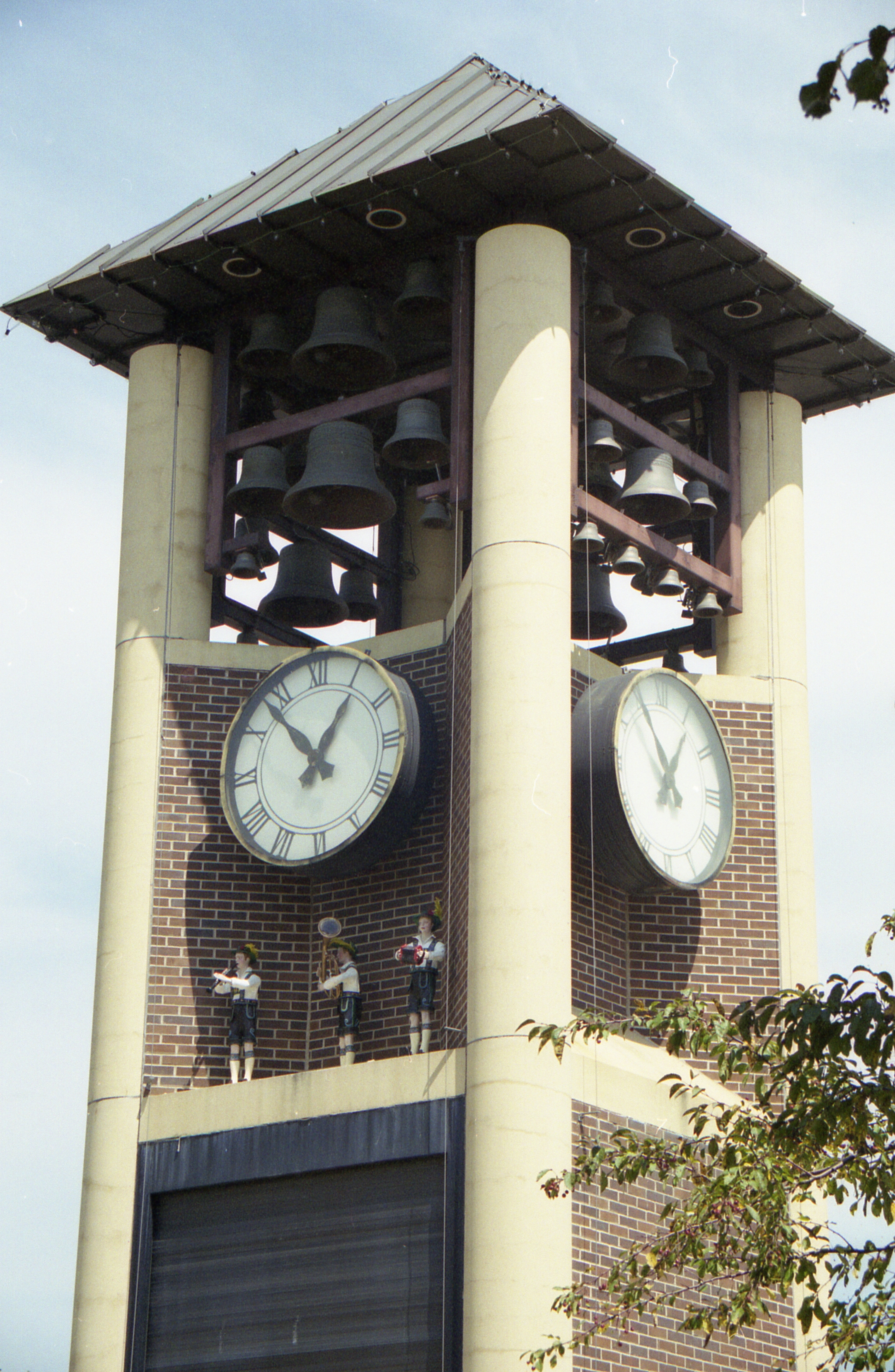
Glockenspiel mit Musikanten in bayerischer Tracht

- Das Wahrzeichen der Stadt ist das Hermann Heights Monument, ein Denkmal im Zentrum der Stadt. Es ist dem in Deutschland im Teutoburger Wald bei Detmold stehenden Hermannsdenkmal nachempfunden.
- Glockenspiel
- Brown County Historical Society / Brown County Historische Gesellschaft (Museum)[2]
- Harkin Store Museum
- Wanda Gág House
- John Lind Mansion
- German-Bohemian Immigrants Monument, ein Werk des deutschen Bildhauers Leopold Hafner (1991)
- August Schell Brewing Company

## Jährlich wiederkehrende Veranstaltungen
- Das Oktoberfest wird hier am ersten und zweiten Wochenende im Oktober an zwei verschiedenen Plätzen gefeiert mit Essen, Musik und Unterhaltung nach deutscher (bayerischer) Tradition.
- Der Fasching wird am Wochenende vor Aschermittwoch gefeiert, ebenfalls mit Essen, Musik und Unterhaltung nach deutscher Tradition.
- Die Weihnachts-Parade mit Figuren und Themen zur Weihnachtszeit, gefeiert wird immer am Freitag nach Thanksgiving.

## Städtepartnerschaften
New Ulm pflegt partnerschaftliche Beziehungen zu den beiden deutschen Nachbarstädten Ulm in Baden-Württemberg und Neu-Ulm in Bayern.

## Persönlichkeiten

### Söhne und Töchter der Stadt
- Wanda Gág (1893–1946), Illustratorin
- Hilary Baumann Hacker (1913–1990), Bischof von Bismarck
- Tippi Hedren (* 1930), Schauspielerin
- Brad Lohaus (* 1964), Basketballspieler
- Babe Wagner (≈1914–1949), Posaunist und Bandleader
- Carl “Dutch Charley” Zierke (1828 in Schwerin – 1864), Erster Siedler in Cottonwood County bei New Ulm

### Personen, die in New Ulm gewirkt haben
- Ludwig Bogen (1809–1886), Revolutionär, Abgeordneter der Frankfurter Nationalversammlung und Herausgeber der New Ulm Post
- Daniel Schillock (1826–1878), Rechtsanwalt, Senator

## Sonstiges
- Hauptsächlich in New Ulm spielt der Film New in Town.
- Neu-Ulm findet kurz Erwähnung in „Winnetou II“.